# Wahlen in Uruguay 1958
- PCU: 2
- PSU: 3
- UC: 3
- PC: 38
- UDR: 2
- PN: 51

- PSU: 1
- UC: 1
- PC: 12
- PN: 17

Die Regierungs- und Parlamentswahlen in Uruguay 1958 fanden am Sonntag, den 30. November 1958 statt.
Aus den gleichzeitig stattfindenden Regierungs- und Parlamentswahlen ging die Partido Nacional, der drei Sublemas angehörten, als Sieger hervor und fügte erstmals seit vielen Jahrzehnten der Partido Colorado, der zwei Sublema angehörten, eine Niederlage zu.
Bei den Wahlen, deren Wahlsystem nach der relativen Mehrheit im Lema-System ausgerichtet war, wurde sowohl die Kollegialexekutive, der sogenannten Consejo Nacional de Gobierno (CNG), als auch die Abgeordneten und Senatoren im Rahmen einer Verhältniswahl für eine Amtszeit von vier Jahren gewählt. Am 1. März 1959 trat der Consejo Nacional de Gobierno mit einer Mehrheit des herrero-ruralistischen Sublema die Amtsgeschäfte an. Er setzte sich dabei aus neun Mitgliedern zusammen. Diese Ratsmitglieder wurden – im Verhältnis 2:1 (sechs Ratsmitglieder / drei Ratsmitglieder) – von dem stärksten Sublema der Mehrheitspartei (also der Partido Nacional) und den beiden in der Minderheitspartei die Mehrheit auf sich vereinigenden Gruppen gestellt.
Die Sitzverteilung für das Abgeordnetenhaus stellte sich wie folgt dar:
- Partido Nacional: 51,5 % (die beiden stärksten Sublema: Unión Blanca Democrática: 25,3 %; Herrera-Fraktion: 24,2 %)
- Partido Colorado: 38,5 % (die beiden stärksten Sublema: Lista 15 (Fraktion Luís Batlle Berres): 26,3 %; Lista 14 (traditionelle Batllismo-Fraktion): 12,2 %)
- andere Parteien: 10,0 %

Die Sitzverteilung in der Cámara de Senadores: 
- Partido Nacional: 54,8 %
- Partido Colorado: 38,7 %
- Andere Parteien: 6,4 %